# Línea de los nueve puntos

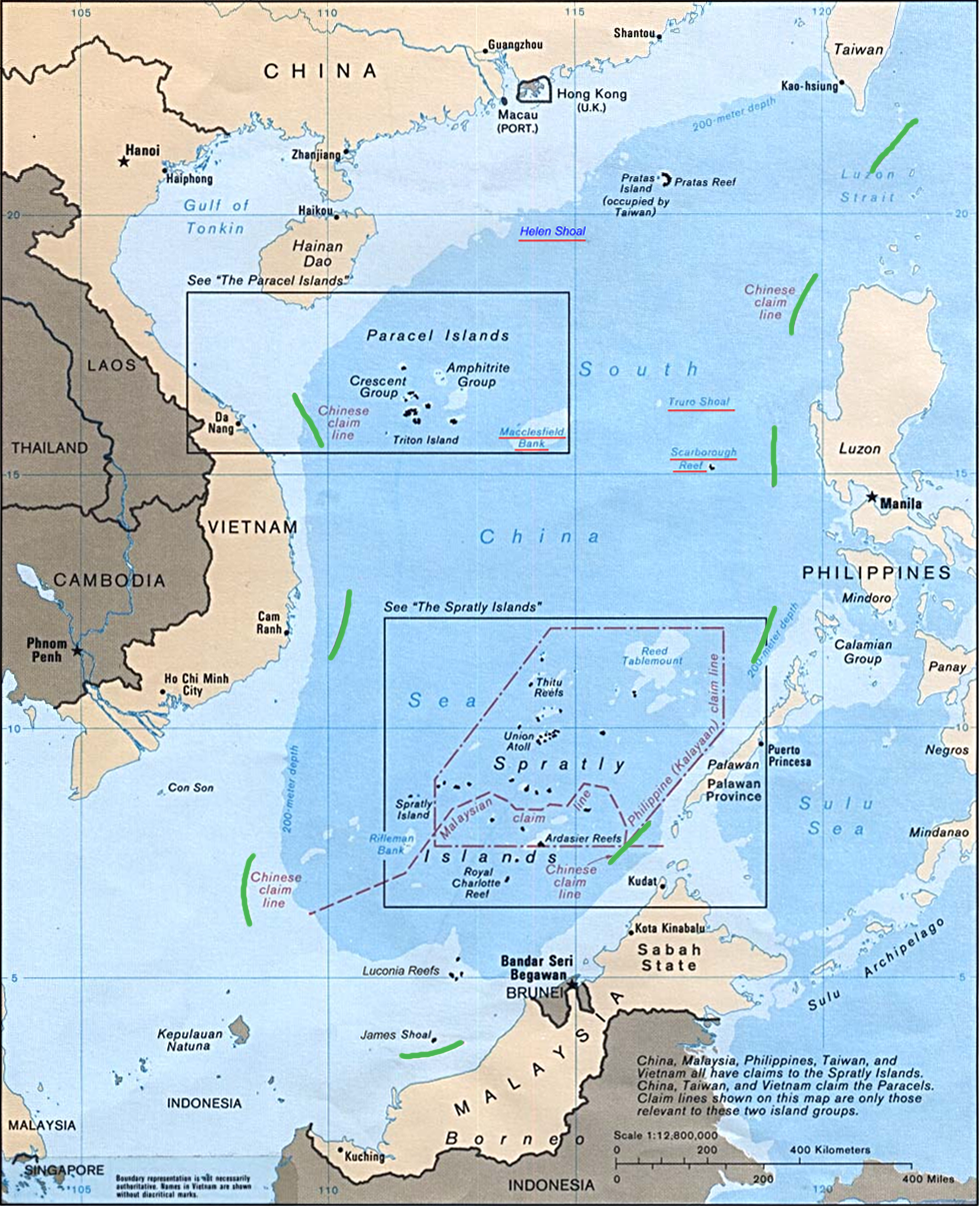
Línea de los nueve puntos (pintados de verde) delimitando la reivindicación China.

La línea de los nueve puntos o línea en U (vietnamita: Đường lưỡi bò —línea en forma de U—) es la línea trazada por el Gobierno de la República Popular China en el territorio que reclama como suyo en el mar de la China Meridional, incluyendo las islas Paracel (ocupadas por China, pero reclamadas por Vietnam y Taiwán) y las islas Spratly, en disputa entre las Filipinas, la República Popular China, Brunéi, Malasia, la República de China y Vietnam.
El nombre de esta línea, empleada por China para delimitar sus reivindicaciones en el conflicto territorial en el mar de la China meridional, ha recibido a lo largo del tiempo los nombres de línea de diez puntos o línea de once puntos, según el número de puntos que se quitaban o se ponían.
Según China, se basa en una línea de puntos que aparece en el mapa de la dinastía Qing del Imperio chino, que también incluye en el mismo mapa la isla de Formosa, es decir: la actual República de China (Taiwán).

## Historia
Un mapa antiguo que muestra una línea de once puntos en forma de "U" se publicó en la que entonces era la República de China, el 1 de diciembre de 1947. Dos de los puntos del golfo de Tonkín fueron retirados más tarde a instancia del primer ministro chino Zhou Enlai, reduciendo el total a una línea de los nueve puntos. Ediciones posteriores añadieron un trazo al otro extremo de la línea, que se extiende hasta el Mar Oriental de la China quedando una línea de diez puntos.
A pesar de haber hecho la vaga afirmación pública en 1947, hasta 2016, China no ha presentado ninguna reclamación formal definida específicamente para el área dentro de los puntos. En 2013, China añadió una línea de diez puntos hacia el este de la isla de Taiwán como parte de su reclamación oficial de la soberanía de los territorios en disputa al Mar del Sur de China.

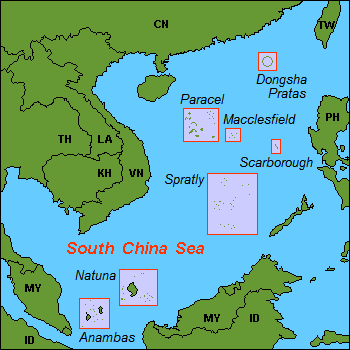
Mapa demarcando los atolones en inglés.

## Reclamación
En general los países que reclaman todas o parte de las Islas Spratly, creen que son ricas en recursos naturales, pues están formadas por 100 escollos de coral e islotes, rodeados de bancos de pesca y yacimientos de gas natural y petróleo.
Resumiendo, la soberanía sobre Las islas Xinsha, Zhongshan y Nansha se encuentra en disputa desde julio de 2010, las reclamaciones vienen de parte de Vietnam, Filipinas, Malasia, Brunéi y Taiwán.

## Reivindicación china
Para poder administrar los territorios de los atolones reivindicados, la China creó la jefatura de Sanshá, que administra cerca de 260 islas e islotes, esparcidos en 2 millones km². La zona está dividida en 3 distritos:
- Islas Xisha 西沙群岛 "las arenas de occidente" (o también: Islas Paracel)
- Islas Zhongsha 中沙群岛 "las arenas del centro" (principales: Dongsha, Macclesfield, Scarborough)
- Islas Nansha 南沙群岛 "las arenas del sur" (o también: Islas Spratly)